# El Colacho

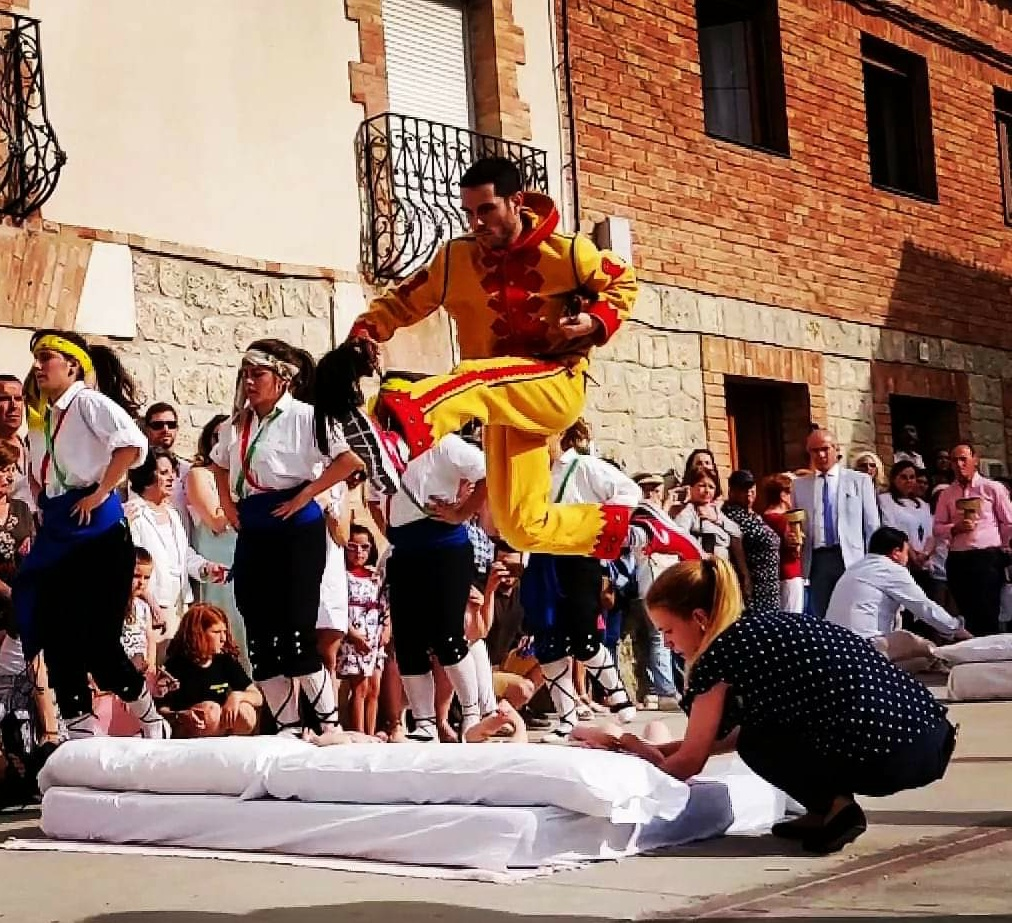
El Colacho speelt de hoofdrol en springt over de pasgeborenen

El Colacho is een lokaal feest dat sinds 1621 jaarlijks wordt gevierd in Castrillo de Murcia (Burgos, Spanje). Het feest is uitgeroepen tot een toeristisch hoogtepunt van Castilla y León.

## Karakteristieken[2]
Het feest duurt vijf dagen. El Colacho symboliseert de duivel. Hij draagt een paardenstaart aan een stok en grote castagnetten. Hij toert met de atabalero (die een grote trom heeft) door het dorp en ze maken allebei muziek. De kinderen van het dorp gaan voor hem uit en beledigen hem omdat hij het kwaad vertegenwoordigt. Af en toe begint El Colacho te sprinten en slaat de kinderen (alleen degenen die voor hem gaan) met de paardenstaart.
Zondag is de belangrijkste dag van het festival, want dan vindt de processie plaats. Tijdens de processie versieren de dorpelingen hun huizen met mantels en rozen. Voor deze altaren, op de grond, worden matrassen gelegd waarop, even voor de aankomst van de processie, de kinderen worden gelegd die in de loop van het jaar zijn geboren. Dan springt El colacho over de baby's als een manier om ze te beschermen. Na de processie gaan de mensen naar "las eras", waar een Castiliaanse dansgroep het feest vermaakt. Tijdens de dansen houdt de atabalero een toespraak en tot slot wordt er wijn gedronken en kaas (uit Sasamón) en brood gegeten, dat gratis wordt uitgedeeld door de aartsbroederschap van Minerva.